# Andrew Buchanan, 1. baronet
Sir Andrew Buchanan, 1. baronet (født 7. maj 1807, død 12. november 1882) var en engelsk diplomat. Han var far til George Buchanan.
Buchanan indtrådte 1825 i den diplomatiske tjeneste, var 1841—1844 legationssekretær i Firenze og 1844—1851 i Sankt Petersborg. Han blev februar 1853 sendemand i København, hvor han 1856 deltog i Sundtoldkonferencen, men forflyttedes herfra april 1858. Buchanan, var endelig ambassadør i
Sankt Petersburg 1864—1871 og i Wien 1871—1877. Han blev ved sin afgang 1878 ophøjet til baronet.